# Lista de marcas genéricas
Esta página lista de marcas comumente usadas como sinônimos de produtos (marcas genéricas).
Algumas dessas marcas já deixaram claro sua oposição à sua utilização como nome comum (em particular por causa das consequências jurídicas que possam ter).

## Lista de marcas antigas que se tornaram termos genéricos
A lista a seguir contém marcas que eram originalmente marcas legalmente protegidas, mas que posteriormente perderam proteção legal como marcas, tornando-se nome comum do produto ou serviço relevante, que é utilizada tanto pelos concorrentes como pelos consumidores públicos e comerciais. Algumas marcas mantêm proteção da marca em certos países, apesar de ter sido declarada genérica nos outros.
AspirinaContinua a ser um nome da marca registrada da Bayer para ácido acetilsalicílico em cerca de 80 países, incluindo Canadá e muitos países da Europa, mas declarado genérico nos EUA.

CelofaneAinda uma marca registada da Innovia Films Ltd na Europa e em muitas outras jurisdições. Originalmente marca da DuPont.
Gelo seco (Dry ice)Marca registada pela Dry Ice Corporation of America em 1925.
HeroínaMarca registada pela Friedrich Bayer & Co em 1898.
Querosene (Kerosene)Usado pela primeira vez em torno de 1852.
LanolinaMarca registada como o termo para uma preparação de água e da cera de lã de carneiro.

LinóleoRevestimento de piso, originalmente cunhado por Frederick Walton em 1864, e que dominava como genérico na sequência de um processo por violação de marca registrada em 1878; provavelmente o primeiro nome de produto a se tornar um termo genérico.
MimeógrafoOriginalmente marca registrada por Albert Dick.

TermosOriginalmente Thermos GmbH, nome de marca para uma garrafa térmica; declarado genérico nos EUA em 1963.
Touch-tonesinalização de telefone Dual Tone Multi-Frequency; AT&T afirma: "antigamente uma marca registrada da AT&T".
VideotapeOriginalmente marca registrada por Ampex Corporation, um fabricante do início dos gravadores de áudio e vídeo.

Yo-YoContinua nome comercial da Papa's Toy Co. Ltd. para o brinquedo que gira no Canadá, mas declarado genérico nos EUA em 1965.

ZipperOriginalmente marca registrada por B.F. Goodrich.

## Lista de marcas protegidas frequentemente usadas como termos genéricos
As marcas desta lista ainda estão legalmente protegidas como marcas registradas, pelo menos em determinadas jurisdições, mas às vezes são usadas pelos consumidores em um sentido genérico. Ao contrário dos nomes da lista acima, esses nomes ainda são amplamente conhecidos pelo público como nomes de marcas, e não são utilizados pelos concorrentes.
| Nome de marca registada | Nome genérico                                                   | Proprietário da marca registrada                | Notas |
| ----------------------- | --------------------------------------------------------------- | ----------------------------------------------- | --- |
| Band-Aid                | Band-Aid                                                        | Johnson & Johnson                               | Muitas vezes utilizado como se genérico pelos consumidores no Canadá e nos EUA, embora ainda legalmente registrado. |
| Coca                    | refrigerante de Cola                                            | Coca-Cola Company                               | Predominantemente utilizado no sul dos Estados Unidos para se referir a qualquer refrigerante, e não apenas uma cola. Ainda uma marca registrada. |
| Colt                    | Revólver                                                        | Colt's Manufacturing Company                    | Uma escolha comum de arma durante o Velho Oeste, foi usado para descrever quaisquer revólveres durante o século XIX, independentemente da marca. |
| Ditafone                | Máquina de ditado                                               | Nuance Communications                           | Até o momento, uma das cinco maiores marcas mais antigas sobreviventes dos EUA. |
| Dolby Surround          | Surround sound                                                  | Dolby Laboratories                              | Muitas vezes, "Dolby Surround" é utilizado por consumidores em língua holandesa partes da Europa para se referir a qualquer sistema de som ambiente. |
| Google                  | Motor de busca                                                  | Google Inc.                                     | Ver: Googlar |
| Durex                   | Fita adesiva (Australia, Brasil)                                | 3M                                              | Usado no Brasil ("fita durex") e algumas regiões da Austrália como um nome genérico para uma fita adesiva. |
| iPod                    | Tocador de mídia portátil                                       | Apple Inc.                                      | Oficialmente grafado como "iPod" com um i minúsculo e um P maiúsculo por Apple Inc. |
| Formica                 | Madeira ou plástico laminado                                    | Formica Corporation, parte de Fletcher Building | Amplamente utilizado para o produto genérico. Uma tentativa para ter a marca comercial anulada falhou em 1977. |
| Jeep                    | Veículo utilitário esportivo                                    | Chrysler                                        | A Chrysler recentemente tem utilizado "marca registrada de conscientização" para evitar propagandas da marca se torne um substantivo ou verbo genérico, incluindo declarações, tais como They invented ‘SUV’ because they can’t call them Jeep                     |
| Jet Ski                 | Moto aquática                                                   | Kawasaki                                        | Usado universalmente para se referir a qualquer tipo de motos de água. Esta reportagem é um exemplo do uso. |
| Nutella                 | pasta de chocolate avelã para espalhar sobre o pão              | Ferrero SpA                                     | Comumente utilizado para descrever muitos tipos de pasta de chocolate |
| Perspex                 | vidro acrílico                                                  | Lucite                                          | [ 28 ] |
| Photoshop               | Manipulação de fotos                                            | Adobe Systems                                   | Comumente usado como um verbo para descrever de forma genérica a manipulação digital ou a composição de fotografias. |
| Ping Pong               | Tênis de mesa                                                   | Parker Brothers                                 | Originalmente marca registrada por Jaques e Filho, foi mais tarde passada para Parker Bros. Uma série de organizações norte-americanas atualmente são obrigadas a se referir ao seu esporte como “tênis de mesa” como meio de proteção da marca registrada.        |
| Post-it                 | recados adesivos                                                | 3M                                              | Muitas vezes usado pelos consumidores como se fosse genérico, mas ainda assim uma marca registrada legalmente reconhecida. |
| Cotonetes               | haste flexível plástica com algodões nas duas extremidades      | Johnson & Johnson                               | Muitas vezes usado pelos consumidores como se fosse genérico, mas ainda assim uma marca registrada legalmente reconhecida. |
| Tupperware              | Recipientes de plástico para armazenamento de alimentos         | Earl Tupper                                     | preparação, armazenamento, retenção, e produtos que servem para a cozinha e casa, que foram introduzidas pela primeira vez ao público em 1946. |
| Vaselina                | gelatina de petróleo                                            | Unilever                                        | Muitas vezes usado pelos consumidores como se fosse genérico, mas ainda assim uma marca registrada legalmente reconhecida. |
| Velcro                  | Fixador ou Fecho de Contato (Hook-and-loop fastener, em inglês) | Velcro Industries                               | Utilizado como genérico, mas ainda assim marca registrada. Muitas vezes usado como um verbo. |
| Wap (wapear)            | Hidrolavadora de alta pressão                                   | Fresnomaq                                       | expressão usada para indicar o ato de utilizar a hidrolavadora de alta presão. |
| Walkman                 | tocadores ou leitores de áudio portáteis                        | Sony Corporation                                | Foi muitas vezes usado genericamente para qualquer tocadores portátil estéreo, e em 2002 um tribunal austríaco decidiu que havia passado para uso comum, mas ainda assim uma marca registrada legalmente reconhecida.                                              |
| Xerox                   | Fotocopiadora ou "fazer uma fotocópia"                          | Xerox                                           | A Xerox tem utilizado "marca registrada de conscientização" para evitar que a marca se torne um substantivo ou verbo genérico, incluindo declarações tais como "Você não pode fazer uma Xerox" No entanto, é utilizado como uma palavra genérica para "fotocópia". |

### Outros casos amplamente utilizados no Brasil
- 51: cachaça
- Ajinomoto: glutamato monossódico
- Araldite / Durepoxi: cola epóxi
- Bic: caneta esferográfica
- Biquíni: traje de banho de duas peças
- Bombril: esponja de aço
- Botox: toxina botulínica
- Blindex: vidros temperados para banheiros
- Brasilit: telha de fibrocimento ondulada
- Catupiry: requeijão
- Chiclets, chicletes: goma de mascar da marca estadunidense Adams criada por Cadbury Adams
- Durafloor: pisos laminados
- Duratex: revestimento de madeira
- Duralex: vidro temperado resistente a altas temperaturas[39]
- Error Ex / Liquid Paper: corretivo líquido
- Danone: iogurte
- Gardenal: fenobarbital
- Gatorade [guéitoreid]: bebida isotónica
- Gillette [gilete]: aparelho de barbear; marca registrada da empresa estadunidense Procter & Gamble.
- Havaianas: chinelo
- Inox: aço inoxidável
- Isopor: poliestireno expandido
- Kärcher / WAP: lavadora de alta pressão
- Knorr: caldo em cubos
- Lambretta: motoneta
- Lego: brinquedo de construção
- Leite Moça: leite condensado
- Leite Ninho: leite em pó
- Leite de Rosas: desodorante líquido a base de álcool
- Listerine: enxaguante bucal
- Lycra: fibra têxtil a base de Elastano
- Maizena: farinha de amido de milho
- Metalon: tubos ou cubos feitos de aço laminado, leves e resistentes
- Mercurocromo: merbromina
- Merthiolate: Timerosal
- Miojo – macarrão instantâneo
- Modess: absorvente íntimo feminino
- Neopreno: cola cloropreno polímero
- Nescafé: café liofilizado
- Nintendo: console de videogame
- Nuggets: empanados de frango
- Nylon: qualquer plástico flexível
- O.B.: absorvente interno
- Pinho Sol: desinfetante a base de óleo de pinho
- Prit: cola em bastão
- Q-Boa: água sanitária
- Pyrex: refratário de vidro para alimentos, resistente ao impacto
- Rímel: (derivado da marca registrada Rimmel): cosmético usado para colorir os cílios
- Synteko: tipo de verniz para piso de madeira.[40]
- Super Bonder: adesivo a base de cianoacrilato
- Taser: arma de eletrochoque
- Tenaz: Cola PVA
- Toddy / Nescau: chocolate em pó
- Valium: diazepam
- Vedacit: marca registrada de aditivo impermeabilizante[41]
- Pó Royal: fermento químico em pó
- Pão Pullman": pão de forma
- Teflon: revestimento antiaderente (politetrafluoroetileno)
- Tergal: Poliéster
- Yakult: leite fermentado
- Ray-Ban: óculos de sol
- Toddinho: achocolatado em caixinha
- Viagra: sildenafil